# Tempelrejo
Tempelrejo is een bestuurslaag in het regentschap Sragen van de provincie Midden-Java, Indonesië. Tempelrejo telt 3280 inwoners (volkstelling 2010).